# Джеймс Джордж Фрейзър
Джеймс Джордж Фрейзър (на английски: Sir James George Frazer) e шотландски антрополог, фолклорист и историк на религиите, представител на класическата британска социална антропология, имащ голям принос в изследването на тотемизма, магията и развитието на религиите в историята на човечеството. Автор на 12-томния труд Златната клонка, систематизиращ материал върху примитивната магия, митология, тотемизъм, анимизъм, табу, религиозните вярвания, фолклор и обичаи на различни народи.

## Биография
Джеймс Джордж Фрейзър е роден в Глазгоу на 1 януари 1854 г. Фрейзър е най-голямото от четирите деца в семейството на фармацевт. Родителите му са част от Свободната шотландска църква, консервативна религиозна група, която се отделя от официалната презвитерианска Шотландска църква през 40-те години на 19 век. Израства в атмосфера на дълбока набожност, която (както сам пише по-късно) съвсем не считал за угнетяваща.
Постъпва в Глазгоуския университет на възраст от 15 години (нещо обичайно за онези времена). Получава образование в специалността „юриспруденция“ (1869 – 1874 г.). В мемоарите си споменава, че по онова време с него се случват три важни неща – до края на живота си се увлича по класическите езици и литература, разбира, че светът се управлява от система неизменни природни закони и безболезнено губи религиозната вяра от детството си.
Прочитайки книгата на Едуард Бърнет Тайлър Примитивната култура (1871 г.) решава да изучава антропология. Фрейзър счита, че шотландското образование дава по-разностранна подготовка от английското, но въпреки това нивото не е достатъчно и постъпва в Тринити Колидж, Кеймбридж, за да получи втора бакалавърска степен. Става ученик на Уилям Робъртсън Смит и през 1874 – 1879 г. изучава класическа филология, философия и право. Работи в Кеймбридж от 1879 г. до края на живота си, а от 1907 г. е професор по социална антропология.
През 1896 г. Фрейзър се жени за Елизабет (Лили) Гроув, която е с френски произход; вдовица с две деца, принудена от бедност да стане писателка. Елизабет е автор на важно изследване върху историята на танца и множество пиеси, използвани за обучение. Убедена е, че научната общност не оценява достатъчно заслугите на Фрейзър, който напълно съответства на стереотипа за учен – срамежлив и неразговорлив. Организира неговите работи да бъдат преведени на френски, и така той става известен във Франция след Първата световна война. През 1907 г. Фрейзър става член на съвета на Тринити Колидж, а в 1907 – 1908 г. е професор по социална антропология в Ливърпулския университет. Получава най-високи академични награди и в 1914 г. е произведен в рицарско звание. Става член на Кралското общество през 1920 г.
Към 1930 г. почти напълно ослепява. Почива на 7 май 1941 г. в Кеймбридж, където е и погребан.

## Научна дейност
Сър Джеймс Джордж Фрейзър развива сравнителния метод в етнографията и е един от родоначалниците на сравнителното изучаване на религиите. Работата му засяга широк кръг от антропологически изследвания. Фрейзър първи предполага наличие на връзка между мит и ритуал. Основа на неговите трудове са три принципа – еволюционното развитие, психическото единство на човечеството и фундаменталната противоположност на разум и предразсъдък.
Като кабинетен учен той почти никога не напуща пределите на Великобритания. Практически не е пребивавал другаде освен в Гърция и Италия, a голямата част от фактическия материал получава от мисионери и чиновници на Британската империя, живеещи в колониите, използвайки нарочен въпросник.
Фрейзър започва да пише благодарение на своя приятел и учител Уилям Робъртсън Смит, който е редактор на Енциклопедия Британика и му предлага сътрудничество. Статиите до буква „О“ били дадени под печат, и той започнал да работи върху такива след буква „P“, ставайки автор на важни статии като „Табу“ и „Тотем“. Първата му книга Тотемизмът излиза в 1887 г. Най-известният труд на Фрейзър, донесъл му световна известност, е Златната клонка (публикуван за първи път през 1890 г.). Книгата дава и паралел между древните култури и ранното християнство. Трудът е разширен до 12 тома през следващите 25 години.
Фрейзър прилага теорията за еволюция към антропологията и въвежда три стадия на развитие на човечеството – магия, религия, наука. Според него магията предшества религията и почти напълно изчезва с нейната поява. При „магическият“ стадий на своето развитие хората вярвали в своите способности да променят по магичен път заобикалящия свят. По-сетне господстваща става идеята, че светът се подчинява на богове и свръхестествени същества. При третия стадий човекът се отказва и от тази идея. Преобладаваща става вярата с това, че светът се управлява не от богове, а от „законите на природата“, които може да бъдат опознати и управлявани.
Трудовете на Фрейзър вдъхновяват френския историк Рене Жирар при изграждането на теорията за „миметическото желание“ и „жертвения козел“. Зигмунд Фройд, Карл Густав Юнг и Ерих Нойман също търпят неговото влияние. Материали от произведенията на Фрейзър, посветени на символния цикъл на живот, смърт и възраждане, широко се използват в литературата и изкуството в периода, последвал Първата световна война. Например отпратки към книги на Фрейзър се откриват в Пустата земя на Т. С. Елиът.